# مات (متالورژی)
مات یک مادهٔ گوگردی نیمه‌فلزی است که به عنوان محصول میانی در فرآیندهای پیرومتالورژیکی استخراج فلزات غیرآهنی تولید می‌شود.  این ماده حاصل ذوب اولیهٔ یک سنگ معدن گوگردی است، مانند مس، سرب، نقره، آنتیموان یا نیکل. مات بیشتر به دلیل ترکیب شیمیایی‌اش و همچنین حالت مذاب بودنش دارای اهمیت است. به طور معمول، مات فازی است که در آن فلز اصلی استخراج شده قبل از فرآیند احیای نهایی برای تولید مس خام (blister copper) بازیابی می‌شود.  همچنین ممکن است از مات‌ها برای جمع آوری ناخالصی ها از یک فاز فلزی استفاده شود، مثلاً در مورد ذوب آنتیموان.  از نظر شیمیایی، مات به طور کلی به‌عنوان یک نمک مذاب از عناصر کالکوفیل شناخته می‌شود.

## خواص فیزیکی و ترکیب شیمیایی

دمای ذوب مات مس

مات حاوی فلز مورد نظر از سنگ معدن به‌علاوه سایر فلزات کالکوفیل مانند آهن و نیکل است. این عناصر فلزی اغلب به شکل سولفیدهایی با فرمول‌های پیچیده مانند Cu₂S، FeS، NiS و غیره یافت می‌شوند. ترکیب مات می‌تواند بسته به نوع ماده اولیه و شرایط فرآیند ذوب متفاوت باشد، اما معمولاً حاوی سولفور مس (Cu₂S) به‌عنوان ماده اصلی و سولفور آهن (FeS) به‌عنوان فاز همراه است. در برخی موارد، سایر فلزات گرانبها مانند طلا و نقره نیز می‌توانند در مات حل شوند. در صورتی که گوگرد از آن حذف شود، معمولاً یک آلیاژ فلزی کامل به دست می‌آید. 
مات به دلیل وجود سولفید مس در خود، دارای خواص خاصی مانند نقطه ذوب نسبتاً پایین و ویسکوزیته بالا است. این خواص باعث می‌شود که در برخی از شرایط، مدیریت و کنترل فرآیند ذوب و جداسازی مات از سرباره چالش‌برانگیز باشد. مات‌ها در حالت مذاب به راحتی از دیگر اجزاء مانند سرباره جدا می‌شوند، زیرا چگالی آن‌ها بین ۴ تا ۶ گرم بر سانتی‌متر مکعب است و از فلز مذاب سنگین‌تر ولی از سرباره سبک‌تر است. 

## سرباره و مات

ترکیب شیمیایی ساده شدهٔ یک مات مس

در فرآیندهای استخراج فلزات، سرباره به عنوان یک محلول از اکسیدهای مذاب شناخته می‌شود که شامل اکسیدهای آهن (FeO) از اکسیداسیون آهن، سیلیس (SiO2) از فلوکس، و ناخالصی‌های اکسیدی از کنسانتره می‌شود. اکسیدهای رایج در سرباره‌ها شامل اکسید آهن (FeO)، اکسید فریک (Fe2O3)، سیلیس (SiO2)، آلومینا (Al2O3)، کلسیا (CaO) و منیزیا (MgO) هستند. همچنین، مقادیر کمی از سولفیدها نیز می‌توانند در سرباره‌هایی که ترکیب‌شان شامل FeO و SiO2 است حل شوند. این ویژگی می‌تواند بر رفتار مات تاثیر بگذارد، زیرا سرباره‌های اسیدی (مانند FeO-SiO2) ممکن است جذب برخی از ناخالصی‌ها را محدود کنند.
ساختار مولکولی سرباره مذاب معمولاً با تقسیم اکسیدها به سه گروه اسیدی، بازی و خنثی توصیف می‌شود. اکسیدهای اسیدی معروف مانند سیلیس و آلومینا در هنگام ذوب شدن، پلیمریزه می‌شوند و پلی‌یون‌های بلند مانند آنچه که در شکل‌های ۵.۱ و ۵.۲ نشان داده شده است، تشکیل می‌دهند. این پلی‌یون‌ها باعث می‌شوند سرباره‌های اسیدی ویسکوزیته بالایی داشته باشند که آن‌ها را برای کار کردن مشکل می‌کند و موجب افزایش مقدار مس یا مات باقی‌مانده در سرباره می‌شود. همچنین، سرباره‌های اسیدی قادر به حل کردن اکسیدهای اسیدی دیگر مانند As2O3 (اکسید آرسنیک)، Bi2O3 (اکسید بیسموت) و Sb2O3 (اکسید آنتیموان) به‌راحتی نیستند، به همین دلیل این ناخالصی‌ها ممکن است در مات یا مس باقی بمانند.
اضافه کردن اکسیدهای بازی مانند کلسیا (CaO) و منیزیا (MgO) به سرباره‌های اسیدی باعث شکستن پلی‌یون‌ها به واحدهای ساختاری کوچکتر می‌شود. در نتیجه، سرباره‌های بازی ویسکوزیته کمتری دارند و توانایی بیشتری برای حل کردن اکسیدهای اسیدی دارند. این ویژگی می‌تواند به کاهش دمای ذوب سرباره نیز منجر شود. سرباره‌های مربوط به مس معمولاً حاوی مقادیر کمی از اکسیدهای بازی هستند.
اکسیدهای خنثی مانند FeO و Cu2O به‌طور ضعیف‌تری با پلی‌یون‌ها در یک سرباره مذاب واکنش نشان می‌دهند. با این حال، این اکسیدها مشابه اثرات اکسیدهای بازی دارند، به این معنا که دمای ذوب و ویسکوزیته سرباره را کاهش می‌دهند.
در فرآیند ذوب مس، معمولاً دو فاز اصلی تشکیل می‌شود:
   فاز سولفیدی (مات): این فاز به‌طور عمده از سولفور مس (Cu₂S) و سولفور آهن (FeS) تشکیل می‌شود. این فاز به‌طور طبیعی در یکدیگر محلول هستند و به عنوان مات شناخته می‌شود. مات می‌تواند حاوی فلزات گرانبها مانند طلا و نقره باشد که در این فاز محلول هستند.
   فاز سیلیکاتی (سرباره): این فاز از سیلیکات‌های مختلف مانند سیلیکات کلسیم و سیلیکات آهن تشکیل می‌شود و وزن مخصوصی حدود ۲٫۵۳ گرم بر سانتی‌متر مکعب دارد. فاز سیلیکاتی از مات سبک‌تر است و به راحتی از آن جدا می‌شود. سرباره نقش جداکننده را از مات ایفا می‌کند و به‌عنوان یک لایه جداکننده در کوره عمل می‌کند.

## فرآیند تولید مات

مراحل "روش ولزی"، که در طول انقلاب صنعتی توسعه یافته بود. جزئیات این روش مخفی نگه داشته شد و از این طریق باعث برتری ولز در تولید مس شد. در قرن نوزدهم، فرسودگی معادن کورنیش و پیشرفت در شیمی، این روش را منسوخ کرد.

تهیه مات مس، بخشی از فرآیندهای pyrometallurgical (متالورژی حرارتی) است که هدف آن جداسازی مس از سنگ معدن و رسیدن به یک محصول نیمه‌تمام است که برای عملیات‌های بعدی مانند تصفیه و پالایش مس مورد استفاده قرار می‌گیرد. در این فرآیند، ابتدا مواد معدنی سولفوری ذوب شده و فازهای مختلفی شکل می‌گیرند. این فازها به دلیل داشتن وزن مخصوص‌های متفاوت از یکدیگر تفکیک می‌شوند. مات در واقع فرآیند «غنی‌سازی مس» است، زیرا در این مرحله تمام مس به‌صورت سولفید مس (Cu₂S) در می‌آید و از سایر ترکیبات سولفیدی جدا می‌شود. این فرآیند یکی از روش‌های بهینه برای استخراج مس است زیرا نسبت به روش‌های دیگر مانند تشویه و احیای مس، مصرف انرژی کمتری دارد و در نتیجه مقرون به‌صرفه‌تر است. در این مرحله، سولفور آهن موجود در مات باید در حد معینی باقی بماند تا عملکرد مناسب فرآیند حفظ شود. 
در فرآیندهای استخراجی متالورژی، مات به‌ویژه از دو طریق به دست می‌آید:
1. گرمایش مستقیم: برای مثال، با گرم کردن سنگ‌های حاوی آنتیموان در دمای ۶۰۰ درجه سانتی‌گراد، مات آنتیموان مذاب از مواد زائد جدا می‌شود.
2. گریل کردن: در این فرآیند، ماده معدنی ابتدا به‌طور جزئی سوزانده می‌شود و سپس به دمای بالا ذوب می‌شود تا مات تولید شود.

در برخی موارد، مانند استخراج نیکل، روش‌هایی مانند پیش‌احیاء و ذوب در کوره‌های الکتریکی نیز استفاده می‌شود.
مات‌ها به‌طور معمول باید از گوگرد و آهن خالی شوند تا به صورت فلزی قابل استفاده تبدیل شوند. یکی از روش‌های تاریخی برای تصفیه مات، روش گالویی است که در آن مات چندین بار در کوره‌های ریوربری ذوب می‌شود.

## مزایای فرآیند تهیه مات
کاهش مصرف انرژی:
یکی از مزایای مهم فرآیند تهیه مات این است که این روش نسبت به دیگر روش‌های استخراج مس مانند تشویه و احیای مس، مصرف انرژی کمتری دارد. این امر به‌ویژه در صنعت مس که مصرف انرژی بالاست، از اهمیت بالایی برخوردار است.
افزایش خلوص مس:
فرآیند تهیه مات، به‌ویژه در مراحل اولیه، می‌تواند مس را به‌طور قابل توجهی از ناخالصی‌ها جدا کند و مس حاصل از این فرآیند معمولاً خلوص بالاتری نسبت به مس حاصل از سایر روش‌ها دارد. این ویژگی باعث کاهش هزینه‌های تصفیه و پالایش مس در مراحل بعدی می‌شود.
صرفه‌جویی در هزینه‌های اقتصادی:
از آنجا که استخراج مس از مات نیاز به انرژی کمتری دارد و فرآیند نسبتاً ساده‌تری است، این روش از نظر اقتصادی مقرون به‌صرفه‌تر از سایر روش‌هاست.

## تلفات مس در سرباره
یکی از بزرگ‌ترین چالش‌ها در فرآیند تهیه مات، تلفات مس در سرباره است. مس به‌طور شیمیایی و مکانیکی می‌تواند در سرباره از دست برود. تلفات شیمیایی مس بیشتر به تعادل شیمیائی بین مات و سرباره بستگی دارد، در حالی که تلفات مکانیکی ناشی از محبوس شدن ذرات ریز مات در سرباره است.